# Comanchero
Comanchero är en låt från 1984 gjord av Raggio di Luna. Х (Moon Ray). Låten är producerad av Aldo Martinelli och Simona Zanini. Låten blev en större hit i flera europeisla länder, bland annat Sverige, Tyskland, Italien, Frankrike, Schweiz och Österrike. 1997 gjordes en cover av Jonas Ekfeldt.